# Prendi il mio cuore
Prendi il mio cuore (Cross My Heart) è un film del 1987 diretto da Armyan Bernstein.

## Trama
Due quarantenni al loro primo appuntamento sembrano rovinare tutto a causa di ciò che nascondono l'un l'altro. Lui teme di confessare d'aver perso il lavoro, lei di avere un figlio di sette anni.